# Safet Sušić
Safet Sušić, né le 13 avril 1955 à Zavidovići en Yougoslavie (aujourd'hui en Bosnie-Herzégovine), est un footballeur international yougoslave devenu entraîneur. Il est naturalisé français en 1987.
Milieu offensif, il mène sa carrière de footballeur jusqu'en 1992, essentiellement au FK Sarajevo et au Paris Saint-Germain. Il compte 54 sélections et 21 buts avec l'équipe de Yougoslavie entre 1977 et 1990.

## Biographie
En contact avec le Paris SG dès la Coupe du monde 1982, Safet est aligné par le club parisien à l'occasion du Tournoi de Paris de l'été 1982. Cependant, la loi yougoslave bloque ce transfert, et il faut attendre le tout dernier match de l'année (contre Monaco) pour voir le joueur faire à 28 ans ses débuts sous le maillot rouge et bleu.
Auteur de 66 buts en championnat avec le PSG, Safet signe également 61 passes décisives en 287 matchs de D1. C'est le record du genre au PSG. L'une des plus fameuses « passes caviars » distillées par Magic Sušić reste celle adressée à Nambatingue Toko à sept minutes du coup de sifflet final de la finale de la Coupe de France 1983. Cette passe sèche de l'intérieur du pied dont Sušić avait le secret, transperce toute la défense nantaise, décalant idéalement Toko, qui se contente de croiser son tir sans contrôle. Ce but est décisif pour le gain de la Coupe de France 1983 où il inscrit également un but (le deuxième du PSG) d'une frappe pure. « Papet » signe également 5 passes décisives à l'occasion du match de championnat PSG-Bastia (7-1), le 22 septembre 1984. Sušić était également excellent en matière de conduite de balle et de dribbles. Malheureusement c'était aussi un joueur irrégulier, « choisissant » ses matches et capable parfois de s'entêter dans des dribbles improductifs comme lors de la finale de la Coupe de France 1985 où il ne sut pas faire évoluer son jeu pour se sortir de la nasse du milieu de terrain monégasque.
Au terme d'une remarquable saison, il est champion en 1986. La saison suivante est plus délicate et le PSG termine 7e. Au cours de la saison 1987-1988, il est mis à l'écart par Gérard Houllier pendant une bonne partie de la saison durant laquelle le PSG va jouer le maintien. Il revient en grâce lors des derniers matchs notamment contre Lens et participe au maintien du club. Après la pluie le beau temps : Sušić retrouve son meilleur niveau, le PSG en profite et va jouer le titre à l'OM toute la saison et il faudra un but de Franck Sauzée dans les arrêts de jeu pour que l'OM remporte le match, double le club parisien et s'assure la première place à trois journées de la fin. Le PSG termine dauphin. Après six ans à Paris, il est naturalisé français le 23 octobre 1988.
Le président de l'Olympique de Marseille, Bernard Tapie aurait approché Tomislav Ivić et Safet Sušić en vue de la saison suivante avant et après OM-PSG. Le PSG perd définitivement le titre à Lens où il joue sans Sušić pour raisons « tactiques », le « Yougoslave » était en fait déjà d'accord avec Tapie avant que le dirigeant ne recule, le titre en poche.
Durant toute sa carrière parisienne, Safet Sušić n'a jamais été blessé. Pour beaucoup, il est un des meilleurs joueurs ayant jamais évolué au Paris Saint-Germain au même niveau que des Mustapha Dahleb, Dominique Rocheteau, Luis Fernandez, Raí, Pauleta et Zlatan Ibrahimović. Il est même désigné meilleur joueur de l'histoire du PSG en 2010 par le magazine France Football. En 2022, le magazine So Foot le classe dans le top 1000 des meilleurs joueurs du championnat de France, à la 32e place.
Il devient par la suite entraîneur. Il débute à l'AS Cannes avant de réaliser plusieurs saisons dans le championnat turc et à Al Hilal Riyad. Il est nommé sélectionneur de la Bosnie en décembre 2009 en remplacement de Miroslav Blažević, avec pour mission de qualifier la Bosnie pour l'Euro 2012. Lors de son premier match, la Bosnie bat le vice-champion d'Afrique, le Ghana, 2-1. Il manque de peu la qualification à l'Euro 2012 mais pas celle à la Coupe du monde de football de 2014. La sélection y est cependant éliminée au premier tour.
Le 17 novembre 2014, il est licencié à la suite des mauvais résultats de la sélection en éliminatoires de l'Euro 2016.
Il est intronisé à la tête d'un club français, l'Évian Thonon Gaillard FC, alors en Ligue 2, le 13 juillet 2015 pour un contrat d'une durée de 2 ans. Il connait une fin d'année 2015 difficile en championnat qui lui est fatale, après 6 matches sans succès dont 5 défaites, il est limogé le 11 janvier 2016 après un lourd revers 4 à 1 à Clermont. Le club savoyard est alors 13e à 13 points du podium et à 3 points du premier relégable.
Il officie ensuite de nouveau en Turquie. Nommé le 20 juin 2018 à la tête d'Akhisar Belediyespor, 12e du dernier championnat et vainqueur de la coupe de Turquie. Malgré la conquête de la Supercoupe, son unique trophée comme entraîneur, il est démis de ses fonctions le 17 septembre suivant, son équipe n'ayant glané que 3 points en 6 matchs.

## Carrière

### Statistiques de joueurs
| Saison                | Club                  | Championnat           | Championnat | Championnat | Coupe(s) nationale(s) | Coupe(s) nationale(s) | Compétition(s) continentale(s) | Compétition(s) continentale(s) | Compétition(s) continentale(s) | Yougoslavie | Yougoslavie | Total | Total |
| Saison                | Club                  | Division              | M.          | B.          | M.                    | B.                    | Comp.                          | M.                             | B.                             | M.          | B.          | M.    | B.    |
| 1973-1974             | FK Sarajevo           | Division 1            | 10          | 2           | 0                     | 0                     | CM                             | 2                              | 0                              | -           | -           | 12    | 2     |
| 1974-1975             | FK Sarajevo           | Division 1            | 33          | 11          | 1                     | 0                     | -                              | -                              | -                              | -           | -           | 34    | 11    |
| 1975-1976             | FK Sarajevo           | Division 1            | 16          | 2           | 0                     | 0                     | -                              | -                              | -                              | -           | -           | 16    | 2     |
| 1976-1977             | FK Sarajevo           | Division 1            | 28          | 9           | 3                     | 3                     | -                              | -                              | -                              | -           | -           | 31    | 12    |
| 1977-1978             | FK Sarajevo           | Division 1            | 33          | 8           | 2                     | 0                     | -                              | -                              | -                              | -           | -           | 35    | 8     |
| 1978-1979             | FK Sarajevo           | Division 1            | 30          | 15          | 1                     | 0                     | -                              | -                              | -                              | -           | -           | 31    | 15    |
| 1979-1980             | FK Sarajevo           | Division 1            | 34          | 17          | 4                     | 1                     | -                              | -                              | -                              | -           | -           | 38    | 18    |
| 1980-1981             | FK Sarajevo           | Division 1            | 7           | 2           | 0                     | 0                     | C3                             | 2                              | 2                              | -           | -           | 9     | 4     |
| 1981-1982             | FK Sarajevo           | Division 1            | 17          | 11          | 0                     | 0                     | -                              | -                              | -                              | -           | -           | 17    | 11    |
| 1982-1983             | FK Sarajevo           | Division 1            | 13          | 9           | 2                     | 2                     | C3                             | 6                              | 2                              | -           | -           | 21    | 13    |
| Sous-total            | Sous-total            | Sous-total            | 221         | 86          | 13                    | 6                     | -                              | 10                             | 4                              | -           | -           | 244   | 96    |
| 1982-1983             | Paris Saint-Germain   | Division 1            | 18          | 8           | 10                    | 4                     | C2                             | 2                              | 0                              | -           | -           | 30    | 12    |
| 1983-1984             | Paris Saint-Germain   | Division 1            | 38          | 8           | 1                     | 0                     | C2                             | 4                              | 1                              | -           | -           | 43    | 9     |
| 1984-1985             | Paris Saint-Germain   | Division 1            | 34          | 10          | 10                    | 4                     | C3                             | 4                              | 2                              | -           | -           | 48    | 16    |
| 1985-1986             | Paris Saint-Germain   | Division 1            | 37          | 10          | 9                     | 4                     | -                              | -                              | -                              | -           | -           | 46    | 14    |
| 1986-1987             | Paris Saint-Germain   | Division 1            | 29          | 3           | 3                     | 0                     | C1                             | 2                              | 0                              | -           | -           | 34    | 3     |
| 1987-1988             | Paris Saint-Germain   | Division 1            | 24          | 3           | 2                     | 0                     | -                              | -                              | -                              | -           | -           | 26    | 3     |
| 1988-1989             | Paris Saint-Germain   | Division 1            | 34          | 7           | 3                     | 2                     | -                              | -                              | -                              | -           | -           | 37    | 9     |
| 1989-1990             | Paris Saint-Germain   | Division 1            | 36          | 7           | 1                     | 0                     | C3                             | 4                              | 1                              | -           | -           | 41    | 8     |
| 1990-1991             | Paris Saint-Germain   | Division 1            | 37          | 10          | 3                     | 1                     | -                              | -                              | -                              | -           | -           | 40    | 11    |
| Sous-total            | Sous-total            | Sous-total            | 287         | 66          | 42                    | 15                    | -                              | 16                             | 4                              | -           | -           | 345   | 85    |
| 1991-1992             | Red Star 93           | Division 2            | 17          | 3           | 3                     | 0                     | -                              | -                              | -                              | -           | -           | 20    | 3     |
| Sous-total            | Sous-total            | Sous-total            | 17          | 3           | 3                     | 0                     | -                              | -                              | -                              | -           | -           | 20    | 3     |
| Total sur la carrière | Total sur la carrière | Total sur la carrière | 525         | 155         | 58                    | 21                    | -                              | 26                             | 8                              | 54          | 21          | 663   | 205   |

### Entraîneur
- 1994-1995 : AS Cannes ( France)
- 1996-1998 : Istanbulspor ( Turquie)
- 2004-2005 : Konyaspor ( Turquie)
- 2005-2006 : Ankaragücü ( Turquie)
- 2006-jan. 2007 : Rizespor ( Turquie)
- 2007-jan. 2008 : Rizespor ( Turquie)
- déc. 2009-nov. 2014 :  Bosnie-Herzégovine
- 2015-jan. 2016 : Évian Thonon Gaillard Football Club ( France)
- fév. 2017-déc. 2017 : Alanyaspor ( Turquie)
- 2018-sept 2018 : Akhisar Belediyespor ( Turquie)

## Palmarès

### En club
- Champion de France en 1986 avec le Paris SG
- Vainqueur de la Coupe de France en 1983 avec le Paris SG
- Vice-champion de Yougoslavie en 1980 avec le FK Sarajevo
- Vice-champion de France en 1989 avec le Paris SG
- Finaliste de la Coupe de France en 1985 avec le Paris SG

### EnÉquipe de Yougoslavie
- 54 sélections et 21 buts de 1977 à 1990
- Participation à la Coupe du Monde en 1982 (Premier Tour) et en 1990 (1/4 de finaliste)
- Participation au Championnat d'Europe des Nations en 1984 (Premier Tour)

### Distinctions individuelles
- Meilleur buteur du championnat de Yougoslavie en 1980 (17 buts) avec le FK Sarajevo
- Élu meilleur joueur championnat de Yougoslavie en 1980[12] avec le FK Sarajevo
- Élu meilleur joueur étranger de Division 1 en 1983[13] par France Football
- Figure dans le Top 10 des joueurs européens en 1979 par France Football
- Élu meilleur joueur de Bosnie-Herzégovine des 50 dernières années (UEFA Hall of Fame) en 2003[14]
- Élu meilleur joueur de l'histoire du Paris Saint-Germain selon la sélection de France Football du 5 février 2010
- Élu meilleur joueur étranger ayant évolué dans le championnat de France en 2012[15] par France Football
- Membre de l'équipe-type de l'histoire du Paris Saint-Germain[16]

## Palmarès entraîneur
- Vice-champion d'Arabie Saoudite en 2001 avec Al Hilal Riyad
- Vainqueur de la Supercoupe de Turquie en 2018 avec Alanyaspor